# ICC Super Series 2005
Die ICC Super Series 2005 war ein Aufeinandertreffen der australischen Cricket-Nationalmannschaft auf eine Weltauswahl und fand vom 5. bis zum 17. Oktober 2005 statt. Die internationale Cricket-Tour fand während der Internationalen Cricket-Saison 2005/06 statt und umfasste einen Test und drei ODIs. Australien gewann die Test-Serie 1–0 und die ODI-Serie 3–0.

## Vorgeschichte
Die Serie war als alle vier Jahre stattfindende Event zwischen dem führenden der Weltrangliste und einem aus den besten Spielern der anderen Testnationen bestehenden Spielern geplant.
Australien hatte in den Jahren zuvor das internationale Cricket dominiert und war so die erste Mannschaft die gegen die internationale Auswahl antreten sollte.
Jedoch hatte Australien auch im Sommer zuvor die Ashes gegen England verloren. Die Spiele wurden vom Weltverband ICC offiziell Test- und ODI-Status zuerkannt.

## Stadien
Die folgenden Stadien wurden für die Tour als Austragungsort vorgesehen.
| Stadion               | Stadt     | Kapazität | Spiele      |
| --------------------- | --------- | --------- | ----------- |
| Telstra Dome          | Melbourne | 47.000    | 1. – 3. ODI |
| Sydney Cricket Ground | Sydney    | 48.000    | 1. Test     |

## Kaderlisten
Der Kader der ICC World XI wurde am 2. Juli 2005 bekanntgegeben.
| Test | Test | ODI | ODI |
| Australien | ICC World XI | Australien | ICC World XI |
| --- | --- | --- | --- |
| - Ricky Ponting (K) - Michael Clarke - Adam Gilchrist (wk) - Matthew Hayden - Brad Hodge - Simon Katich - Justin Langer - Brett Lee - Stuart MacGill - Glenn McGrath - Shane Warne - Shane Watson | - Graeme Smith (K) - Shoaib Akhtar - Mark Boucher (wk) - Rahul Dravid - Andrew Flintoff - Steve Harmison - Inzamam-ul-Haq - Jacques Kallis - Brian Lara - Muttiah Muralitharan - Shaun Pollock - Virender Sehwag - Daniel Vettori | - Ricky Ponting (K) - Nathan Bracken - Stuart Clark - Michael Clarke - Adam Gilchrist (wk) - James Hopes - Mike Hussey - Simon Katich - Brett Lee - Damien Martyn - Glenn McGrath - Andrew Symonds - Shane Watson - Cameron White | - Shaun Pollock (K) - Shahid Afridi - Shoaib Akhtar - Rahul Dravid - Andrew Flintoff - Chris Gayle - Jacques Kallis - Brian Lara - Muttiah Muralitharan - Makhaya Ntini - Kevin Pietersen - Kumar Sangakara (wk) - Virender Sehwag - Daniel Vettori |

## Tour Matches
| 2. Oktober Scorecard | Melbourne (JO) | ICC World XI 281-8 (50)          | – | Victoria 269-9 (50) |
|                      |                | ICC World XI gewinnt mit 12 Runs |   |                     |

## One-Day Internationals

### Erstes ODI in Melbourne
| 5. Oktober Scorecard | Melbourne (TD) | Australien 255-8 (50)          | – | ICC World XI 162 (41.3) |
|                      |                | Australien gewinnt mit 93 Runs |   |                         |

### Zweites ODI in Melbourne
| 7. Oktober Scorecard | Melbourne (TD) | Australien 328-4 (50)          | – | ICC World XI 273 (45.3) |
|                      |                | Australien gewinnt mit 55 Runs |   |                         |

### Drittes ODI in Melbourne
| 9. Oktober Scorecard | Melbourne (TD) | Australien 293-5 (50)           | – | ICC World XI 137 (27.5) |
|                      |                | Australien gewinnt mit 156 Runs |   |                         |

## Tests

### Erster Test in Sydney
| 14. – 17. Oktober Scorecard | Sydney | Australien 345 (90) & 199 (65.3) | – | ICC World XI 190 (47.1) & 144 (50) |
|                             |        | Australien gewinnt mit 210 Runs  |   |                                    |

## Folgen
Das abschneiden des internationalen Teams wurde als enttäuschend bewertet. Die Zuschauerzahlen waren bei allen Spielen schwach und so wurde entschieden die Serie nicht fortzuführen.